# Gran Premio de Malasia de Motociclismo de 2012
El Gran Premio de Malasia de Motociclismo de 2012 (oficialmente: Malaysian Motorcycle Grand Prix) fue la decimosexta prueba del Campeonato del Mundo de Motociclismo de 2012. Tuvo lugar en el fin de semana del 19 al 21 de octubre de 2012 en el Circuito Internacional de Sepang, situado en la localidad de Sepang, Selangor, Malasia.
La carrera de MotoGP fue ganada por Dani Pedrosa, seguido de Jorge Lorenzo y Casey Stoner. Alex de Angelis fue el ganador de la prueba de Moto2, por delante de Gino Rea y Hafizh Syahrin. La carrera de Moto3 fue ganada por Sandro Cortese, Zulfahmi Khairuddin fue segundo y Jonas Folger tercero.

## Resultados

### Resultados MotoGP
La carrera fue parada debido al empeoramiento de las condiciones climáticas. Los resultados finales fueron tomados al final de la vuelta 13 y se otorgaron los puntos completos.
| Pos..   | N.º | Piloto           | Constructor | Vueltas | Tiempo      | Parrilla | Puntos |
| ------- | --- | ---------------- | ----------- | ------- | ----------- | -------- | ------ |
| 1       | 26  | Dani Pedrosa     | Honda       | 13      | 29:29.049   | 2        | 25     |
| 2       | 99  | Jorge Lorenzo    | Yamaha      | 13      | +3.774      | 1        | 20     |
| 3       | 1   | Casey Stoner     | Honda       | 13      | +7.144      | 4        | 16     |
| 4       | 69  | Nicky Hayden     | Ducati      | 13      | +10.518     | 9        | 13     |
| 5       | 46  | Valentino Rossi  | Ducati      | 13      | +16.759     | 11       | 11     |
| 6       | 19  | Álvaro Bautista  | Honda       | 13      | +17.276     | 10       | 10     |
| 7       | 8   | Héctor Barberá   | Ducati      | 13      | +50.282     | 7        | 9      |
| 8       | 41  | Aleix Espargaró  | ART         | 13      | +51.585     | 12       | 8      |
| 9       | 77  | James Ellison    | ART         | 13      | +56.676     | 16       | 7      |
| 10      | 17  | Karel Abraham    | Ducati      | 13      | +57.622     | 14       | 6      |
| 11      | 9   | Danilo Petrucci  | Ioda-Suter  | 13      | +1:02.805   | 17       | 5      |
| 12      | 51  | Michele Pirro    | FTR         | 13      | +1:02.891   | 15       | 4      |
| 13      | 4   | Andrea Dovizioso | Yamaha      | 13      | +1:28.989   | 3        | 3      |
| DSQ     | 84  | Roberto Rolfo    | ART         | 13      | (+1:23.890) | 19       |        |
| Ret     | 6   | Stefan Bradl     | Honda       | 11      | Caída       | 8        |        |
| Ret     | 35  | Cal Crutchlow    | Yamaha      | 10      | Caída       | 5        |        |
| Ret     | 14  | Randy de Puniet  | ART         | 10      | Caída       | 13       |        |
| Ret     | 22  | Iván Silva       | BQR         | 10      | Caída       | 20       |        |
| Ret     | 5   | Colin Edwards    | Suter       | 10      | Retirado    | 18       |        |
| Ret     | 11  | Ben Spies        | Yamaha      | 8       | Caída       | 6        |        |
| DNS     | 68  | Yonny Hernández  | BQR         |         | Lesionado   |          |        |
| 1.      |     |                  |             |         |             |          |        |
| Fuente: |     |                  |             |         |             |          |        |

### Resultados Moto2
La carrera se detuvo con bandera roja debido a las condiciones meteorológicas. Los resultados finales fueron tomados al final de la vuelta 15.
| Pos..   | N.º | Piloto               | Constructor | Vueltas | Tiempo      | Parrilla | Puntos |
| ------- | --- | -------------------- | ----------- | ------- | ----------- | -------- | ------ |
| 1       | 15  | Alex de Angelis      | FTR         | 15      | 36:57.793   | 9        | 25     |
| 2       | 8   | Gino Rea             | Suter       | 15      | +1.363      | 22       | 20     |
| 3       | 86  | Hafizh Syahrin       | FTR         | 15      | +2.941      | 27       | 16     |
| 4       | 60  | Julián Simón         | Suter       | 15      | +7.583      | 13       | 13     |
| 5       | 29  | Andrea Iannone       | Speed Up    | 15      | +10.062     | 11       | 11     |
| 6       | 36  | Mika Kallio          | Kalex       | 15      | +23.078     | 15       | 10     |
| 7       | 38  | Bradley Smith        | Tech 3      | 15      | +26.957     | 6        | 9      |
| 8       | 77  | Dominique Aegerter   | Suter       | 15      | +30.063     | 10       | 8      |
| 9       | 80  | Esteve Rabat         | Kalex       | 15      | +31.514     | 7        | 7      |
| 10      | 40  | Pol Espargaró        | Kalex       | 15      | +31.746     | 1        | 6      |
| 11      | 45  | Scott Redding        | Kalex       | 15      | +37.108     | 2        | 5      |
| 12      | 24  | Toni Elías           | Kalex       | 15      | +38.627     | 28       | 4      |
| 13      | 49  | Axel Pons            | Kalex       | 15      | +39.095     | 17       | 3      |
| 14      | 88  | Ricard Cardús        | AJR         | 15      | +40.686     | 26       | 2      |
| 15      | 72  | Yuki Takahashi       | FTR         | 15      | +40.757     | 23       | 1      |
| 16      | 75  | Tomoyoshi Koyama     | Suter       | 15      | +41.859     | 21       |        |
| 17      | 23  | Marcel Schrötter     | Bimota      | 15      | +46.760     | 25       |        |
| 18      | 20  | Jesko Raffin         | Kalex       | 15      | +1:10.712   | 30       |        |
| 19      | 82  | Elena Rosell         | Speed Up    | 15      | +1:17.807   | 31       |        |
| 20      | 10  | Marco Colandrea      | FTR         | 15      | +1:19.320   | 32       |        |
| 21      | 14  | Ratthapark Wilairot  | Suter       | 15      | +1:27.281   | 16       |        |
| 22      | 3   | Simone Corsi         | FTR         | 15      | +1:41.865   | 12       |        |
| DSQ     | 95  | Anthony West         | Speed Up    | 15      | (+0.710)    | 19       |        |
| DSQ     | 22  | Alessandro Andreozzi | Speed Up    | 15      | (+1:28.788) | 29       |        |
| Ret     | 12  | Thomas Lüthi         | Suter       | 14      | Caída       | 8        |        |
| Ret     | 63  | Mike Di Meglio       | Kalex       | 14      | Retirado    | 14       |        |
| Ret     | 93  | Marc Márquez         | Suter       | 12      | Caída       | 3        |        |
| Ret     | 18  | Nicolás Terol        | Suter       | 12      | Caída       | 20       |        |
| Ret     | 81  | Jordi Torres         | Suter       | 12      | Caída       | 18       |        |
| Ret     | 57  | Eric Granado         | Motobi      | 6       | Retirado    | 33       |        |
| Ret     | 30  | Takaaki Nakagami     | Kalex       | 2       | Caída       | 4        |        |
| Ret     | 5   | Johann Zarco         | Motobi      | 0       | Caída       | 5        |        |
| Ret     | 19  | Xavier Siméon        | Tech 3      | 0       | Caída       | 24       |        |
| 1. 2.   |     |                      |             |         |             |          |        |
| Fuente: |     |                      |             |         |             |          |        |

### Resultados Moto3
| Pos..   | N.º | Piloto              | Constructor | Vueltas | Tiempo    | Parrilla | Puntos |
| ------- | --- | ------------------- | ----------- | ------- | --------- | -------- | ------ |
| 1       | 11  | Sandro Cortese      | KTM         | 18      | 40:54.123 | 3        | 25     |
| 2       | 63  | Zulfahmi Khairuddin | KTM         | 18      | +0.028    | 1        | 20     |
| 3       | 94  | Jonas Folger        | Kalex KTM   | 18      | +0.247    | 2        | 16     |
| 4       | 39  | Luis Salom          | Kalex KTM   | 18      | +8.503    | 10       | 13     |
| 5       | 44  | Miguel Oliveira     | Suter Honda | 18      | +8.674    | 5        | 11     |
| 6       | 52  | Danny Kent          | KTM         | 18      | +9.335    | 11       | 10     |
| 7       | 42  | Álex Rins           | Suter Honda | 18      | +18.973   | 8        | 9      |
| 8       | 7   | Efrén Vázquez       | FTR Honda   | 18      | +25.419   | 6        | 8      |
| 9       | 31  | Niklas Ajo          | KTM         | 18      | +30.714   | 16       | 7      |
| 10      | 26  | Adrián Martín       | FTR Honda   | 18      | +30.763   | 9        | 6      |
| 11      | 61  | Arthur Sissis       | KTM         | 18      | +30.886   | 21       | 5      |
| 12      | 41  | Brad Binder         | Kalex KTM   | 18      | +31.019   | 7        | 4      |
| 13      | 8   | Jack Miller         | Honda       | 18      | +31.225   | 19       | 3      |
| 14      | 12  | Álex Márquez        | Suter Honda | 18      | +31.313   | 24       | 2      |
| 15      | 27  | Niccolò Antonelli   | FTR Honda   | 18      | +31.649   | 12       | 1      |
| 16      | 84  | Jakub Kornfeil      | FTR Honda   | 18      | +31.715   | 14       |        |
| 17      | 19  | Alessandro Tonucci  | FTR Honda   | 18      | +31.790   | 13       |        |
| 18      | 23  | Alberto Moncayo     | FTR Honda   | 18      | +32.147   | 15       |        |
| 19      | 32  | Isaac Viñales       | FTR Honda   | 18      | +39.364   | 18       |        |
| 20      | 5   | Romano Fenati       | FTR Honda   | 18      | +45.824   | 17       |        |
| 21      | 89  | Alan Techer         | TSR Honda   | 18      | +46.622   | 20       |        |
| 22      | 17  | John McPhee         | KRP Honda   | 18      | +46.672   | 26       |        |
| 23      | 9   | Toni Finsterbusch   | Honda       | 18      | +46.790   | 22       |        |
| 24      | 29  | Luca Amato          | Kalex KTM   | 18      | +1:09.086 | 30       |        |
| 25      | 28  | Josep Rodríguez     | FGR Honda   | 18      | +1:15.734 | 23       |        |
| 26      | 30  | Giulian Pedone      | Suter Honda | 18      | +1:33.717 | 27       |        |
| 27      | 51  | Kenta Fujii         | TSR Honda   | 18      | +1:33.811 | 28       |        |
| 28      | 80  | Armando Pontone     | Ioda        | 18      | +1:54.114 | 29       |        |
| Ret     | 99  | Danny Webb          | Mahindra    | 8       | Retirado  | 25       |        |
| Ret     | 96  | Louis Rossi         | FTR Honda   | 5       | Caída     | 4        |        |
| Ret     | 20  | Riccardo Moretti    | Mahindra    | 1       | Retirado  | 31       |        |
| WD      | 25  | Maverick Viñales    | FTR Honda   |         | Abandono  |          |        |
| 1.      |     |                     |             |         |           |          |        |
| Fuente: |     |                     |             |         |           |          |        |